# Geschiedenis van Nederlands-Guiana
Dit artikel behandelt de geschiedenis van Nederlands-Guiana, de naam waaronder de voormalige koloniën Berbice, Essequibo, Demerara en Suriname gezamenlijk bekendstonden tijdens een groot deel van de kolonisatieperiode.

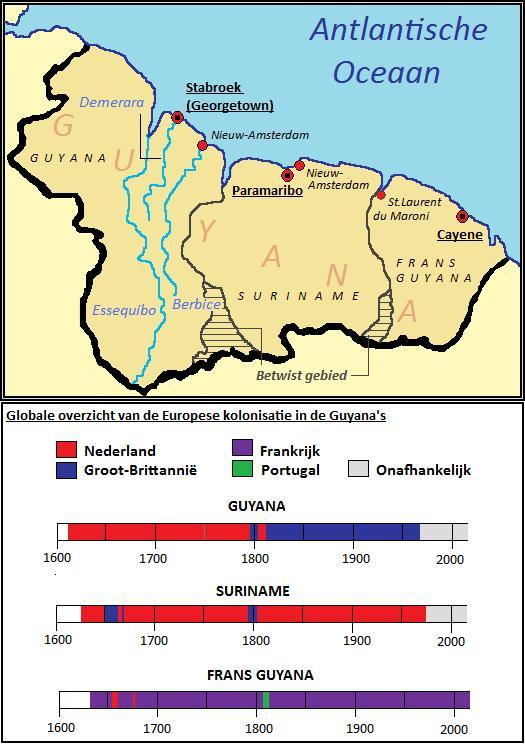
Kaartje Nederlands-Guiana

## Van Columbus tot de West-Indische Compagnie
In 1492, toen Columbus op de Bahama's landde, waren er gevechten tussen de Koriabo's en Arowakken. Columbus werd gewaarschuwd voor deze agressieve stammen op het continent, en voer in 1498 eerst de kust langs.

In 1499 bezochten de ontdekkingsreiziger Amerigo Vespucci en Alonso de Ojeda het gebied. De Ojeda landde als eerste op de kust bij de Marowijne. Aan het einde van de 16e eeuw zeilden de eerste Nederlanders naar Zuid-Amerika vanwege het zout, tabak en edelmetaal. Na een aantal succesvolle reizen, vestigden zich de eerste Nederlanders in het gebied, dat aangeduid werd als de Wilde Kust. Deze vestigingen werden weer opgeheven, niet alleen vanwege de tegenstand door de lokale stammen. In 1621 had de West-Indische Compagnie (WIC) het als octrooigebied verkregen, met de achterliggende bedoeling het de Spanjaarden en Portugezen in Zuid-Amerika zo lastig mogelijk te maken. De strijdende partijen probeerden zo veel mogelijk schepen te kapen.
In 1616 was de eerste vestiging door Nederlanders in Essequibo ontstaan, en in 1627 die in Berbice. Beide vestigingen stelden aanvankelijk niet veel voor, en kwamen pas in de 18e eeuw tot ontwikkeling. In 1630 werd door de Engelse kapitein Marshall een poging gedaan tabak in Suriname te planten, maar deze onderneming mislukte, alhoewel bijna alle soldaten in het Staatse leger rookten. In 1650 vestigde een groepje Engelsen zich aan de Surinamerivier. Het was een expeditie, uitgaande van Lord Francis Willoughby, de Britse gouverneur van Barbados. Vanwege de Engelse Burgeroorlog was een stroom van vluchtelingen op gang gekomen naar Barbados, dat inmiddels vol raakte. De door Willoughby zelf betaalde expeditie, bestaande uit drie schepen, stond onder leiding van majoor Anthony Rowse, de eerste gouverneur van Suriname. Hij wist zich te verzekeren van de goedgezindheid van de indianen. Twee jaar later kwam Willoughby zelf langs om zijn nieuwe bezit te aanschouwen. De productie van suiker bleek uitermate winstgevend en de aanplant van suikerriet, de bouw van suikermolens, en de aanvoer van kookketels werd met meer voortvarendheid ter hand genomen.
De kolonie, genaamd Willoughbyland, bestond uit 30.000 akkers en het fort Willoughby; in 1663 uit circa vijftig suikerplantages. Het werk werd vooral gedaan door de lokale bevolking en drieduizend ingevoerde Afrikaanse slaven. Om meer planters aan te trekken werd door de Engelsen religieuze vrijheid gepropageerd. De circa driehonderd kolonisten werden gevolgd door Engelse Quakers en Portugese joden uit Mauritsstad in Nederlands-Brazilië. Niet ver van Paramaribo stichtten zij de Jodensavanne. Daar hadden de slaven op zaterdag vrij.

## Nederlands-Guiana en Nieuw-Amsterdam
De Engelsen hielden zeggenschap over het gebied tot 27 februari 1667, toen Abraham Crijnssen, ten tijde van de Tweede Engels-Nederlandse Oorlog, na een drie uur durend gevecht het fort veroverde en William Byam, de tweede gouverneur, zich overgaf vanwege een gebrek aan kruit. De Zeeuw Crijnssen hernoemde de versterking tot Fort Zeelandia. Bij de Vrede van Breda, getekend op 31 juli 1667, mocht de Republiek Suriname houden in een soort ruil met Nieuw-Nederland dat door de Engelsen was veroverd. Nadat de Britten Suriname hadden heroverd en weer verloren, en de Nederlanders tijdens de Derde Engels-Nederlandse Oorlog Nieuw-Amsterdam hadden heroverd, werd bij de Vrede van Westminster de bestaande situatie gehandhaafd. De Britten beloofden bovendien zich niet langer op de Banda-eilanden te laten zien. Willoughbyland en andere Nederlandse bezittingen in en rond Suriname werden bekend als Nederlands-Guiana.
In 1674 werden drie schepen naar Suriname gezonden om de circa driehonderd Britten en twaalfhonderd slaven naar Jamaica over te brengen. Onder diegenen die het land wilden verlaten, bevonden zich Andrew en Jeronimo Clifford. De Zeeuwen zagen de uittocht met lede ogen aan en probeerden de Britten aan zich te binden door prijsafspraken over suiker en met levering van nieuwe armazoenen slaven, want de productie van suiker kwam in gevaar.
Geïnspireerd door de Franse politiek onder Colbert werd in 1683 de Sociëteit van Suriname opgericht, verantwoordelijk voor het beheer van plantages en het handhaven van de rust. Rond 1685 kwamen ook labadisten en hugenoten naar de kolonie, maar katholieken werden geweerd. Vanuit Suriname werd een ananas opgestuurd, die tot bloei werd gebracht in de Hortus Botanicus Amsterdam. Maria Sibylla Merian tekende fascinerende vlinders en exotische flora na. Op initiatief van Nicolaes Witsen werden koffieplanten uit de Hortus naar Suriname vervoerd.

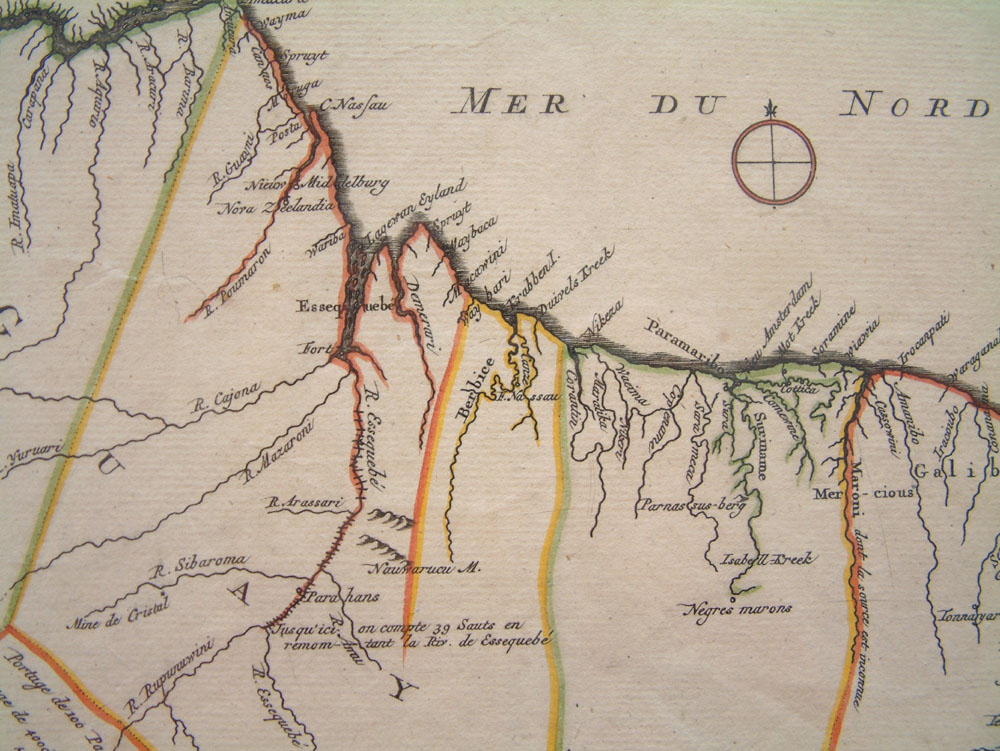
Nederlands-Guiana rond 1700

## Plantagelandbouw en de marrons
In de eerste helft van de 18e eeuw maakte de landbouw in Suriname een bloeitijd door. De kolonie was belangrijk voor de export van letterhout, katoen, cacao, suiker en koffie. Rond 1713 telde Suriname niet veel meer dan 1.000 Europeanen en 12.000 slaven; in 1750 woonden er 1.500 Europeanen en 30.000 slaven. De WIC beheerste tot 1739 de slavenhandel en er zouden door hen jaarlijks 2.000 Afrikaanse slaven worden aangevoerd voor het werk op de plantages. De planters waren slechte betalers en de slavenhandel is door de WIC aan particulieren overgelaten. De behandeling van slaven was vanaf het eerste begin zeer slecht. Duizenden slaven ontsnapten naar het oerwoud en de planters organiseerden tochten om ze terug te halen, zonder veel succes. De weglopers vestigden zich in kleine gemeenschappen en staan bekend als 'marrons', of (verouderd) 'bosnegers'. Zij kwamen regelmatig terug naar de plantages om hun voorraden aan te vullen en slaven te bevrijden.
De marrons vormden een bufferzone tussen de Nederlanders die zich aan de kust en aan de rivieroevers vestigden, en de nog niet onderworpen indiaanse stammen in het binnenland. De Nederlanders sloten het een vredesverdrag van 1760 met de Aukaners, die daarbij als vrije groep werden erkend. Later volgden het vredesverdrag van 1762 met de Saramaccaners en in het vredesverdrag van 1767 met de Matawai. Bekende marronleiders waren Benti Basiton die een belangrijke rol speelde bij het verdrag van 1760 en Boni (1730-1793), die zijn basis had in Fort Boekoe in de moerasachtige kustgebieden van Commewijne. Met laatstgenoemde werd geen verdrag gesloten maar een jarenlange strijd gevoerd.

Plantages in Suriname rond 1800

## Arriverende groepen Europeanen
- Zweedse timmerlieden en Duitse mijnwerkers, toen goud en edelstenen werden gevonden.
- Herrnhutters oftewel zendelingen van de Evangelische Broeder Gemeente vanaf 1735
- Lutherse Protestanten sinds 1740
- Paltser en Bazeler boeren rond 1749
- Duitse kolonisten o.l.v. Von Bülow in 1756
- Katholieke missionarissen uit Nederland vanaf 1786
- boeren uit Nederland in 1845
- een tweede groep Duitse kolonisten in 1896

## Suriname ten tijde van Napoleon
Na het uitroepen van de Bataafse Republiek (een Franse vazalstaat in Nederland) in 1795 veroverden de Britten in 1796 Berbice en Suriname. Omdat in Suriname een relatief grote groep patriotten woonde die het bevel van de gevluchte Stadhouder Willem V om de Britten toe te laten in de havens weigerde te aanvaarden, wisten de Britten pas in 1799 Nederlands-Guiana te veroveren. De Nederlanders hadden namelijk ook vanuit de Bataafse Republiek de opdracht gekregen om de Fransen als vrienden te beschouwen en de Nederlandse Staten-Generaal te gehoorzamen. De Britten zorgden voor een verdere ontwikkeling van de naburige koloniën Berbice, Demerara en Essequibo, waardoor een groot deel van de bevolking daar het Britse bewind niet als een negatief element beschouwde. Daarnaast kwamen er meer Britse kolonisten naar het gebied, deels vanuit andere Britse West-Indische bezittingen, om er plantages op te richten. Rond 1800 telde Berbice ongeveer 300 plantages, en Demerara en Essequebo ongeveer 400. Doordat men massaproductie wilde leveren voor de Europese markt, moest men vanwege het ontbreken van mechanische landbouw zorgen voor goedkope arbeid. Omdat een zwarte slaaf in zijn leven net zo veel kostte als een blanke contractarbeider in 10 jaar, werden massaal slaven ingevoerd uit Afrika. In de drie koloniën verdubbelde het aantal slaven in tien jaar tijd en nam de productie van katoen, koffie en suiker sterk toe. De situatie in Suriname zorgde echter voor een achteruitgang van de economie.
Bij de Vrede van Amiens in 1802 werden beide Nederlandse koloniën weer teruggegeven aan de Nederlanders. De patriotten in de Bataafse Republiek waren niet blij met het feit dat De Friderici de kant van de Engelsen had gekozen en hij werd daarop afgezet als gouverneur. Omdat het patriottistische bestuur het de Britse kolonisten daarop behoorlijk lastig maakte, raakten de Britse kolonisten en andere bewoners van Berbice, Demerara en Essequebo ontevreden en een groot deel had plannen om weer terug te keren uit deze gebieden. Daarop werden de koloniën in 1803 opnieuw veroverd door de Britten. Zij stelden twee Nederlandse gouverneurs aan over de koloniën Berbice, Demerara en Essequebo; Anthony Beaujon en Van Imbyze van Batenburg.

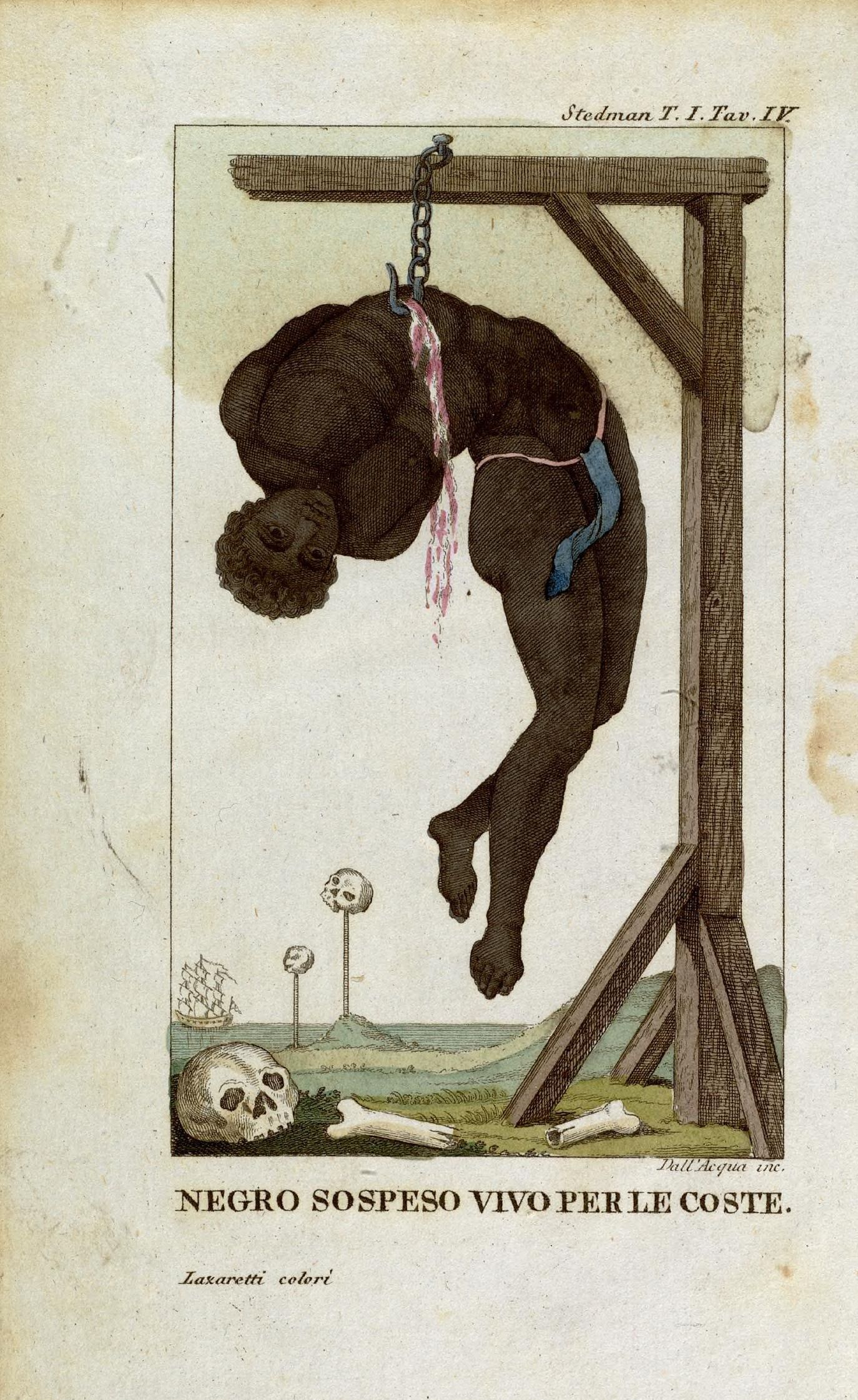
Een neger, levend aan zijn ribben opgehangen, door Cristoforo dall'Acqua in Viaggio al Surinam, 1818 Vertaling van Narrative of a five years' expedition against the revolted Negroes of Surinam van John Gabriël Stedman uit 1796. Het boek - vooral door de illustraties aangrijpend - was belangrijk in de vroege fase van het abolitionisme.

In 1804 werd Suriname ook weer veroverd door de Britten. Tijdens de eerste en tweede Britse bezetting werden veel zaken op Britse wijze ingericht. Een voorbeeld was de instelling van Britse verkeersregels die nu bijvoorbeeld nog terug te zien zijn in het feit dat men in Suriname links rijdt. Belangrijker waren echter de verordening van 1807 dat alle officiële stukken voortaan in twee talen moesten worden opgesteld en dat bij alle officiële functies gold dat ze bij voorkeur aan Britten zouden moeten worden gegeven, al werd hier slechts weinig gebruik van gemaakt. In Demerara was vanaf 1808 de steun van de zendelingen van de London Missionary Society met name van belang voor de verengelsing van deze kolonie. Ook stimuleerde de Britse regering haar Engelse en Schotse onderdanen om te emigreren naar onder andere Suriname. De emigranten kregen plantages en slaven als tegemoetkoming.
Nadat Napoleon, overigens een tegenstander van slavernij, die de aanvoer rietsuiker uit de Caraïben verving door de aanplant van suikerbieten in Europa, was verslagen, en Zweden nog een poging had gedaan het land over te nemen, werd Suriname in 1815 weer teruggegeven aan het nieuwe Verenigd Koninkrijk der Nederlanden. De Engelsen en Schotten bleven daarbij in het bezit van hun plantages en slaven. Berbice, Demerara en Essequebo werden echter niet teruggegeven en vormden vanaf 1815 de kolonie Brits Guiana.

## Slaven en vrijen

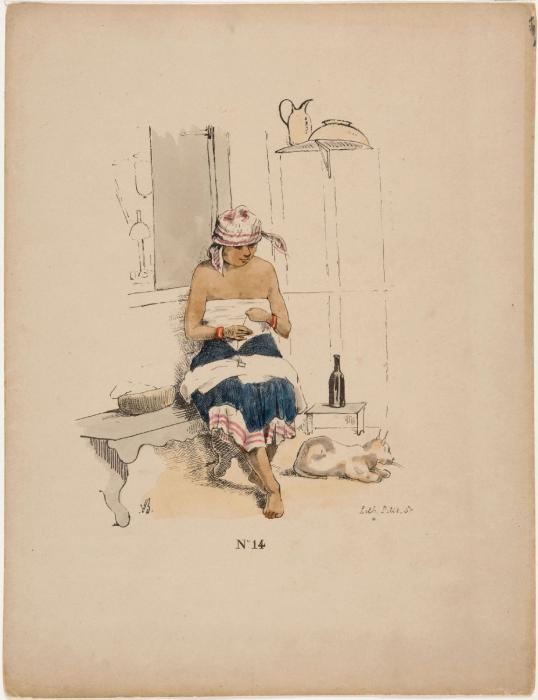
Lichtgekleurde huisslavin op een plantage die bezig is met naaiwerk; (litho door Petit naar een tekening van Théodore Bray)

De Portugezen waren de eersten die slaven vanuit West-Afrika naar de noordoostkust van Zuid-Amerika transporteerden. Na 1667 (het jaar waarin de Republiek het gebied Berbice/Guyana verwierf) werd de slavenhandel naar dit gebied eerst door de Zeeuwen, later door de Hollanders overgenomen.
In Britse en Franse bronnen werd Suriname omschreven als een oord waar wreed omgegaan werd met slaven. In ruim 200 jaar werden ongeveer 550.000 slaven vanuit Afrika door Nederlanders naar de koloniën getransporteerd. De slaven werden achtereenvolgens in de koffie-, de suiker- en de katoenplantages geëxploiteerd. Vooral op de suikerplantages was het werk bijzonder zwaar.
Daar stond tegenover dat al vanaf het begin van de Zeeuws/Hollandse heerschappij slaven probeerden te vluchten en naar het binnenland trokken. Na vele schermutselingen met deze marrons, die lang niet alle in het voordeel van de Nederlanders uitvielen, werd tijdens het bewind van de gouverneur Mauricius in 1743 dan ook het besluit genomen, te pogen vrede te sluiten met de marrons. In 1760 werd een vrede gesloten met de Aukaners die zich in het oerwoud had gevestigd (zie Vredesverdrag van 1760).
Op de plantages bestonden tijdens de slavernij drie soorten slaven: plantageslaven, die op het veld moesten werken, huisslaven die huishoudelijke taken moesten verrichten, en dan nog eliteslaven, die een voorkeurspositie hadden verworven t.o.v. anderen. Vaak waren zij degene die de slaven in bedwang moesten houden, of moesten straffen bij overtredingen. Dit systeem was handig voor de blanke overheerser, het verdeel-en-heers-systeem, waarbij onderdrukten elkaar beconcurreerden voor betere posities en leefomstandigheden.
In Paramaribo was de situatie iets anders. Er waren huisslaven die huishoudelijke taken verrichtten, maar slaven konden zichzelf ook verhuren als bijvoorbeeld arbeider, handwerker of wasvrouw, om hun eigenaren een vast afgesproken bedrag te betalen. Verdiende de slaaf meer dan het afgesproken bedrag, dan kon hij dit surplus houden. In de loop van de 18e en 19e eeuw wisten steeds meer slaven, zichzelf of familieleden, zich op deze manier vrij te kopen. Tegen het einde van de slavernij vormde de groep van vrije gekleurden een meerderheid van de bevolking in Paramaribo.
De Britten schaften de slavernij in hun (toenmalige) koloniën af in 1834 (in Afrikaanse koloniën die zij later bezetten schaften zij inheemse vormen van slavernij soms pas na enige tijd af); de Nederlanders in 1863, na de Zweden (1847), de Denen (1848) en de Fransen (1849). Later zouden nog Portugal (1869) en Spanje (1886) volgen voor hun koloniën in respectievelijk Afrika en Cuba. Op 1 juli 1863 schafte Nederland de slavernij af in Suriname en op de Nederlandse Antillen. Die dag wordt er sindsdien als feestdag gevierd, "Ketikoti" genoemd (Dag van de vrijheden).
Kapitein Broos (1821-1881) was belangrijk voor de afschaffing van de slavernij ("vrijverklaring") in 1863 en heeft deze ondertekend. Bij de afschaffing was er een bevolking van rond 35.000 slaven, waarvan slechts 30% in Suriname was geboren.
Dit is veroorzaakt door:
- dat vooral mannen naar Suriname werden gebracht. Door het gebrek aan vrouwen is geen grote zwarte bevolking ontstaan;
- grote sterfte als gevolg van ziekten;
- slechte behandeling door slavenhandelaren en opzichters; de Nederlanders beheersten de slavenhandel en slaven waren dus erg goedkoop en de hoge sterfte zorgde er weer voor dat er steeds vraag was naar nieuwe slaven.[bron?]

Zowel slaven als gekleurden werden als minderwaardige 'wezens' beschouwd, die moesten worden behandeld als honden, omdat ze anders te mondig en opstandig zouden worden. Zelfs na de afschaffing waren de zwarten niet vrij: tot 1873 moesten ze verplicht blijven werken, nu tegen betaling, omdat de plantages anders zou instorten. In deze overgangsperiode zijn vooral Chinese contractarbeiders geronseld. Na 1873 werden grote aantallen contractarbeiders geworven in Brits-Indië, de (Hindoestanen). Mahatma Gandhi maakte in 1916 hieraan een einde. In de periode tot aan de Tweede Wereldoorlog werden vooral op Java contractarbeiders geworven (Javanen).

## Begin 20e eeuw
In de 20e eeuw werden de natuurlijke hulpbronnen van Suriname ontwikkeld, als rubber, goud en vooral bauxiet. Het bedrijf Alcoa uit de VS verwierf in een groot gedeelte van Suriname een concessie voor de winning van bauxiet voor de productie van aluminium. In 1904 werd tijdens de goudkoorts de Lawaspoorweg aangelegd tussen Paramaribo en het Lawagebied in Oost-Suriname waar goud was gevonden, wat voor veel werk zorgde. Later werd deze spoorlijn ingekort door het ontstaan van het stuwmeer Prof. dr. ir. W.J. van Blommesteinmeer voor Suralco en in de jaren tachtig verdween de lijn.
De jaren dertig waren een zware tijd voor Suriname. Door de wereldcrisis ontstond grote werkloosheid. Surinaamse gastarbeiders op Curaçao en andere eilanden van de Nederlandse Antillen keerden terug naar Suriname omdat er geen werk meer was, waardoor het probleem nog werd vergroot. Er kwamen geen gelden meer binnen en er kwamen nog meer werklozen bij. Om werk te verschaffen werden wegen aangelegd naar Domburg en Groningen, en werd de Meursweg aangelegd. Door het Leger des Heils werd een gaarkeuken opgezet om de ergste nood te ledigen. Dit was echter niet voldoende en er ontstond grote onrust onder de bevolking, wat in 1931 leidde tot betogingen en straatrellen, waarbij er werd geplunderd. Nationalist Anton de Kom kwam daarop naar Suriname om er een werknemersorganisatie op te zetten: Hij vestigde een adviesbureau, maar toen hij een betoging organiseerde tegen gouverneur Kielstra werd hij gevangengezet. Een betoging om hem vrij te krijgen leidde tot Zwarte Dinsdag, waarbij 2 mensen werden doodgeschoten. De Kom werd daarop op een boot naar Nederland gezet. Premier Colijn verklaarde in 1935 in de Tweede Kamer:
"Alles wat in Suriname is beproefd, het is alles eenvoudig mislukt. De dingen zijn niet gemakkelijk. En daarom wilde ik wel, dat er eenmaal in Nederland iemand opstond die wel wist wat er gedaan zou kunnen worden. Ik doe het mogelijke."
Aan de vooravond van de Tweede Wereldoorlog was de situatie echter weer wat verbeterd.

## Tweede Wereldoorlog

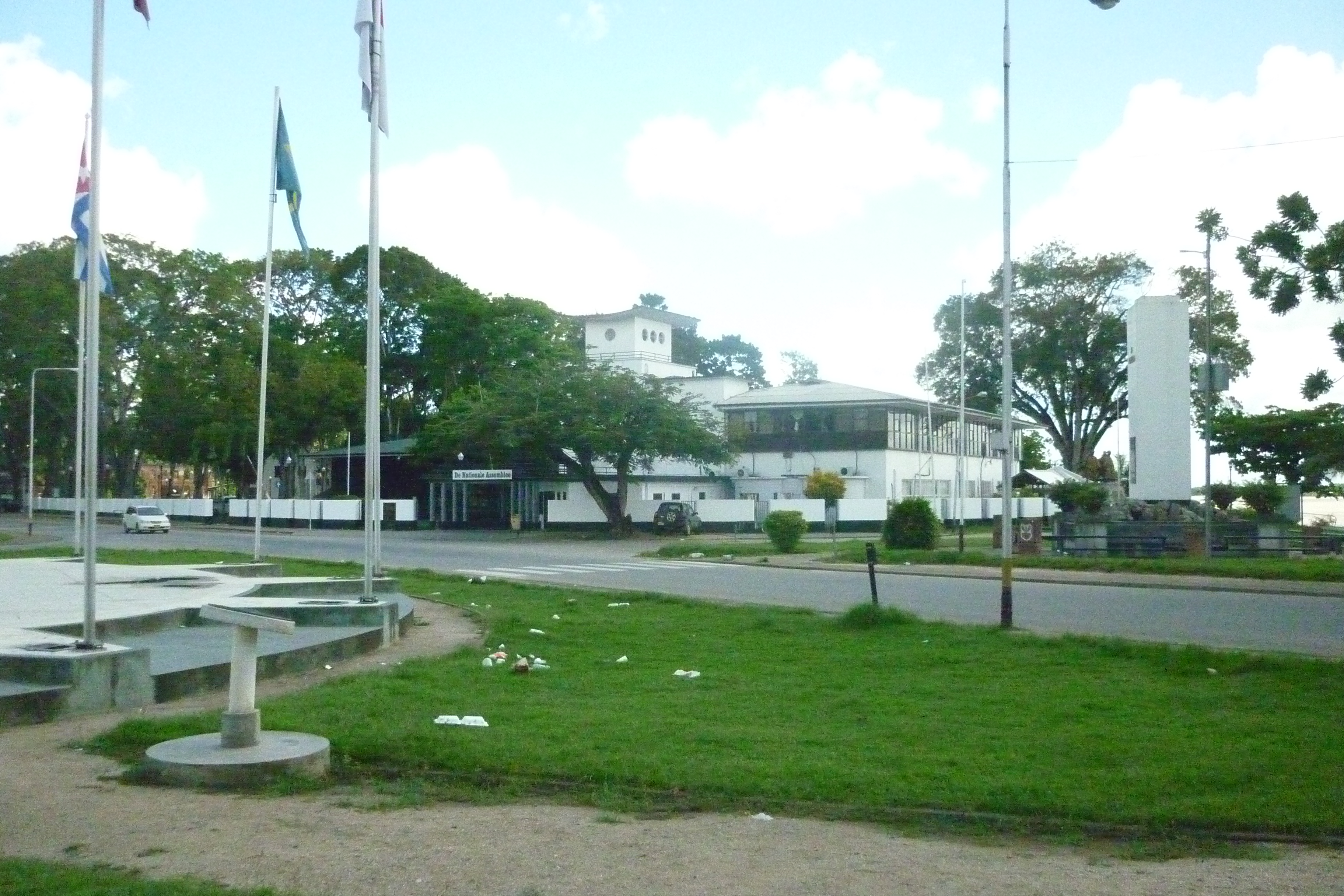
Naast de Nationale Assemblée staat het oorlogsmonument

De wereldwijde winning van bauxiet vond in de eerste helft van de twintigste eeuw voor een groot deel in Suriname plaats. Het uit bauxiet gewonnen aluminium was zeer belangrijk voor de Verenigde Staten om oorlogsvliegtuigen te maken. De Amerikaanse president Roosevelt stelde hierom op 1 september 1941 aan de Nederlandse regering in ballingschap voor om een troepenmacht van 3.000 infanteristen met luchtafweergeschut naar Suriname te sturen. De Nederlandse regering in ballingschap stemde hiermee in om te voorkomen dat de toevoer van deze strategische grondstof in gevaar zou komen. Daarbij speelde mee dat het buurland Frans-Guyana toen nog bestuurd werd vanuit het met de Duitsers collaborerende Vichy-Frankrijk. Vooruitlopend op de oorlog was in 1939 al de Surinaamse Schutterij opgericht als aanvulling op de Nederlandse reguliere troepen (de TRIS).
Als gevolg van de afgekondigde staat van oorlog en beleg kreeg gouverneur Kielstra extra bevoegdheden. In 1937 had hij al vakbondsleider Louis Doedel laten opnemen in de 's Lands Psychiatrische Inrichting (LPI) maar deze extra bevoegdheden maakten het voor hem eenvoudiger om tegenstanders het zwijgen op te leggen. Zo liet hij ook onder andere Otto Huiswoud, Eddy Bruma en het Statenlid Wim Bos Verschuur interneren. Dat laatste zou gebeurd zijn omdat Bos Verschuur een petitie had gestuurd aan koningin Wilhelmina om Kielstra van zijn functie te ontheffen.
In die periode werden ook de in Suriname verblijvende Duitsers geïnterneerd en daarnaast kwam er een groep NSB'ers uit Nederlands-Indië die werden opgesloten in Kamp Jodensavanne.
Na de internering van Bos Verschuur namen de meeste gekozen Statenleden ontslag, waarop ze bij de verkiezingen allemaal herkozen werden. Dit mandaat van de kiezers maakte de positie van Kielstra erg zwak waarna hij eind 1943 eervol ontslagen werd. J.C. Brons volgde hem in januari 1944 op. Brons, tot dan president van het Surinaamse Hof van Justitie en ondervoorzitter van de bestuursraad van Suriname, had Kielstra tijdens verlofperiodes ook al vervangen als waarnemend gouverneur van augustus 1935 tot april 1936, van september 1938 tot januari 1939 en een gedeelte van 1942.

## Koninkrijksstatuut
Precies een jaar na de Japanse aanval op Pearl Harbor gaf koningin Wilhelmina tijdens een radiotoespraak vanuit Londen aan dat de overzeese gebiedsdelen na afloop van de oorlog een grotere mate van vrijheid zouden krijgen. Dit werd door een deel van de Surinamers opgevat als een stap naar de onafhankelijkheid, zeker nadat Nederlands-Indië in 1945-1949 onafhankelijk werd als Republiek Indonesië.
In 1954 werd het Statuut voor het Koninkrijk der Nederlanden van kracht, waardoor Suriname een land werd binnen het Koninkrijk der Nederlanden. Koningin Juliana zei hierover in haar toespraak dat Nederland, Suriname en de Nederlandse Antillen "zich gelukkig mogen prijzen, dat een lange evolutie – ongeveer een eeuw geleden begonnen – heden haar bekroning vindt in de bevestiging van het Statuut voor het Koninkrijk der Nederlanden." Suriname kreeg hierbij een grotere mate van zelfbestuur. Surinamers kregen de Nederlandse nationaliteit.

## Onafhankelijkheid
Onafhankelijkheid kwam in Suriname nauwelijks ter sprake, behalve toen eind jaren vijftig intellectuelen van zich lieten horen. De Partij Nationalistische Republiek sprak zich uit voor een zo spoedig mogelijke onafhankelijkheid. Volgens deze partij moest Nederland actief meewerken om het kolonialisme te beëindigen.
In 1969 kwam een coalitie van VHP en de PNP aan de macht. Deze regering vond onafhankelijkheid geen goed idee, maar wilde wel voorbereidingen treffen. Maar de ontwikkelingen gingen anders. In 1973 kwam de coalitie van VHP en PNP ten val. De NPS kwam in 1973 aan de macht. Premier Henck Arron wilde niet later dan "ultimo 1975" Suriname onafhankelijk verklaren. De VHP en VHP-voorman Jagernath Lachmon waren toen in Nederland. Zij vonden Arrons verklaring alleen geschikt voor "binnenlandse consumptie".
Toen in 1974 in Nederland het kabinet Den Uyl aantrad kwam de Surinaamse onafhankelijkheid in een stroomversnelling. De regering Den Uyl vond het hebben van (ex-)koloniën niet langer kunnen en stuurde op een versnelde onafhankelijkheid van Suriname. Op 25 november 1975 was het zover. De Nederlandse vlag werd voor het laatst gestreken en Suriname was een onafhankelijke republiek geworden. Later die dag werd Johan Ferrier, de laatste gouverneur, beëdigd tot president.